# Чёрная гадюка
«Чёрная гадюка» (англ. The Black Viper) — американский короткометражный драматический фильм 1908 года режиссёров Уоллеса Маккатчена и Дэвида Уорка Гриффита.

## Сюжет
Бандит нападает на девушку, которая возвращается с работы. Случайный прохожий спасает её. Бандит обещает отомстить и с помощью двух друзей снова нападает на девушку и её спасителя, когда те выходят на прогулку. На этот раз им удается похитить спасателя. Его связывают и увозят. Девушка зовёт на помощь соседей. Они выслеживают похитителей до хижины в горах, где между ними разворачивается борьба.

## В ролях
| Актёр              | Роль       |
| ------------------ | ---------- |
| Эдвард Диллон      | Майк       |
| Джордж Гебхардт    | гадюка     |
| Мак Сеннет         | спасатель  |
| Дэвид Уорк Гриффит | спасатель  |
| Энтони О’Салливан  | член банды |